# Ondřej Tunka
Ondřej Tunka (* 29. září 1990 Jablonec nad Nisou) je český vodní slalomář, kajakář závodící v kategorii K1, svěřenec Jiřího Prskavce st. Je mistrem světa a Evropy a juniorským vicemistrem Evropy ve vodním slalomu.
V celkovém hodnocení Světového poháru skončil v roce 2015 třetí, v roce 2016 šestý, v roce 2017 devátý.